# Tibesti
Das Tibesti ist ein aus Vulkanen bestehender Gebirgszug im Tschad und zugleich das höchste Gebirge der Sahara. Seine nördlichen Ausläufer erstrecken sich mehrere hundert Kilometer auf das Territorium von Libyen. Es erhebt sich am Nordrand des Tschadbeckens und steigt aus der flachen Wüstenlandschaft mit mehreren Schichtstufen auf. Das Hochgebirge ist teilweise stark zerklüftet und zeigt zahlreiche Vulkankrater und Schlackenkegel. Das Tibesti gehört zu den isoliertesten Regionen der Erde und wird von den Tubu besiedelt. Das regionale Verwaltungszentrum ist die Stadt Bardaï mit rund 1500 Einwohnern.

## Geographie und Geologie
Das Tibesti-Gebirge bedeckt ein Gebiet von rund 100.000 km² und dehnt sich vom 19. bis zum 23. nördlichen Breitengrad und vom 16. bis zum 19. östlichen Längengrad aus. Die sehr starke vulkanische Tätigkeit kann als ein Beispiel für die Entstehung von kontinentalen Riftsystemen dienen. Seine Entstehung begann im frühen Miozän und dauerte bis in das Quartär. Das Rift scheint sich nicht weiter auszudehnen und den Zenit seiner vulkanischen Tätigkeit überschritten zu haben, denn es gibt in diesem Gebiet häufig Calderen und eingestürzte Magmakammern, die sich nicht mehr auffüllen und zahlreiche Kratersysteme hinterlassen haben.

## Topographie
Die Vulkane des Tibesti bestimmen die Topographie des Gebirges und gehören zu den kontinentalen Riftvulkanen, von denen mindestens drei Vulkane und ein Vulkanfeld als aktiv oder als potenziell aktiv beschrieben worden sind.
Aufgrund ihrer abgelegenen Lage wurde erst in den 1970er Jahren die aktive vulkanische Tätigkeit aus dem Weltraum entdeckt, als ein sowjetischer Satellit der Kosmos-Serie einen Ausbruch im Thermalquellenfeld Yi Yerra am Südhang des Emi Koussi beobachtete.
Aufgrund seiner Höhe erhält das Gebirge mehr Niederschlag als das Umland. Der höchste Gipfel ist der Vulkan Emi Koussi mit 3445 Metern. Weitere Vulkane sind der Tarso Toussidé mit 3315 Metern, der Tarso Voon mit 2859 Metern und der Tarso Toon mit 2625 Metern Höhe. Im westlichen Teil des Gebirges liegt das ausgedehnte Vulkanfeld Tarso Tôh. Eine regionale wirtschaftliche Bedeutung haben die Salzablagerungen in der Caldera Era Kohor des Emi Koussi und in der Caldera Trou au Natron südöstlich des Tarso Toussidé.
Im zentralen Teil des Tibesti liegt in der Nähe des Tarso Voon das Soborom-Solfatarenfeld, das von der lokalen Bevölkerung für medizinische Zwecke aufgesucht wird.
Auf dem Territorium Libyens liegt der 2267 Meter hohe Bikku Bitti und flacht nach dem 1650 Meter hohen Jabal Nuqay in die wüste Ebene Libyens ab.
Im Norden des Tibesti liegt sein einziger Süßwassersee, der Mare de Zoui, der einige wenige Hektar groß ist. Andere Quellen für Süßwasser bilden die zahlreicher vorkommenden Gueltas.

## Geschichte
Über die Besiedlungsgeschichte des Tibesti ist weniger bekannt als über andere Hochgebirge der Sahara. Die schwierige Sicherheitslage hat hier für lange Zeit keine archäologische Forschung zugelassen. Sicher ist, dass das Tibesti einen regionalen klimatischen Gunstraum darstellt, der seit der Steinzeit durchgängig besiedelt ist. Der Siedlungsplatz von Gabrong bei Bardai geht in die Zeit bis etwa 6100 v. Chr. zurück. Untersuchungen der Sauerstoff-Isotopen-Zusammensetzung in den Calderen des Gebirges bestätigten das Bild, das vor 9500 bis 6500 Jahren im Tibesti ein feuchteres Klima vorherrschte.
Prähistorische Felskunst ist von verschiedenen Orten in Form von Gravierungen und Malereien bekannt. Aus der frühesten Phase, ab etwa 8000 v. Chr., stammen große Gravierungen von Wildtieren. Wichtigster regionaler Fundplatz hierfür ist das Enneri Gonoa. Der sogenannte „Mann von Gonoa“ gehört zu den bekanntesten Motiven der Ostsahara. In den späteren Phasen treten zunehmend polychrome Malereien auf. Dargestellt werden zunächst v. a. Rinder, später auch Kamele und bewaffnete Krieger.
Aus dem dritten Jahrtausend vor der Zeitwende stammen monumentale Grabbauten, deren Grundriss eine tropfenförmige, bis zu 50 m lange Gestaltung aufweist. Wer ihre Erbauer waren, ist unbekannt. Herodot nennt im 5. Jh. v. Chr. die Troglodyten als südliche Nachbarn der Libyer. Etwa in dieselbe Zeit wird die erste Einwanderungswelle der Tubu datiert, die durch spätere Schübe verstärkt wurde.

## Namensgebung
Viele der in der Region des Tibesti verwendeten Namen entstammen dem Arabischen und den Tedaga- und Dazaga-Sprachen, diese gehören zur Gruppe der saharanischen Sprachen. Der Name Tibesti bedeutet in der Dazaga-Sprache Berge der Felsenmenschen, wird aber auch als Gebirge der Felsenmenschen übersetzt und leitet sich aus dem Namen der Volksgruppe der Tubu ab. Der Begriff Ehi wird für Berggipfel oder Hügel mit steilen Flanken verwendet. Emi wird verwendet für größere Berge, aber auch für Gebirgszüge; der Begriff Tarso wird für Hochplateaus oder Berge mit Bergflanken, die ein geringes Gefälle haben, verwendet.
Der Begriff Ehra wird für Vulkankrater und Calderen verwendet. In der Standardliteratur über die Vulkane des Tibesti werden diese einheimischen Namen jedoch nur selten verwendet oder werden bis auf wenige Beispiele richtig verwendet, wie bei dem Emi Koussi und dem Tarso Toh.

## Klima
Die Gebirgsregion des Tibesti gehört zu dem Ariden Klimatyp und bildet eine Wasserscheide zwischen dem Tschadbecken und dem Einzugsgebiet des Mittelmeeres. Die jährliche Niederschlagsmenge hängt stark von der Höhenlage ab, die Niederungen erhalten dabei erheblich weniger Niederschlag als die Hochebenen. Auf diesen können bis 600 mm Niederschlag pro Jahr niedergehen und eine saisonale Steppenvegetation ermöglichen. Während der Norden des Gebirges im Einflussbereich des Mittelmeerklimas liegt, mit einer Hauptniederschlagssaison im Mai, liegen die südlichen Regionen des Gebirges im Einflussbereich des westafrikanischen Monsuns, mit einer Hauptniederschlagssaison im August. Die Niederschlagsmuster variieren dabei von Jahr zu Jahr, so erhielt Bardai im Jahr 1966 ca. 60,7 mm Niederschlag und im Jahr 1970 gar keinen, während die durchschnittliche Niederschlagsmenge von 2017 bis 2022 mit ca. 34 mm und 4001 Stunden Sonnenschein pro Jahr gemessen wurde. Die weiter nördlich gelegene Gemeinde Aouzou empfing im gleichen Zeitraum ca. 19 mm Niederschlag und vermeldete 4043 Stunden Sonnenschein pro Jahr. Die Region kann nur wenige Einwohner ernähren, aus diesem Grunde trägt das Tibesti den Beinamen „Bergland des Hungers“ (Siehe unten: Werner Gartung). Die bekannten maximalen Temperaturen liegen um die 30 °C in den Niederungen und um 20 °C in den Höhenlagen des Gebirges. In den Wintermonaten fällt diese jedoch auf ca. 12 °C in den Niederungen und 9 °C in den Höhenlagen.

## Flora
Die Vegetation im Gebirge des Tibesti variiert mit der Höhenlage und dem Gefälle. In den südwestlichen Gebirgshängen liegen die Wadis Enneri Tegaham, Enneri Mi, Enneri Ké die bei größeren Niederschlägen Oberflächenwasser führen und das Wachstum von Bäumen wie der Doumpalme (Hyphaene thebaica), den Zahnbürstenbaum (Salvadora persica), Tamarisken (Tamarix articulata), den Anabaum (Acacia albida) und anderen tropischen Pflanzen, den Abutilon, Hibiskus und Tephrosia ermöglichen.
In den höheren Lagen des Gebirges wachsen an den Süd- und Südwesthängen der endemische Ficus teloukat, an den westlichen Berghängen die Myrtus nivellei und an den nördlichen Berghängen die Tamarix gallica nilotica.

## Fauna
An größeren Säugetieren kommen in dem Gebirge die Dorkasgazelle (Gazella dorcas), der Mähnenspringer (Ammotragus lervia) und mit einer sehr kleinen Population der Gepard (genauer: Nordostafrikanischer Gepard (Acinonyx jubatus soemmeringii)) vor. In den sandigen Randgebieten des Tibesti lebt außerdem der Fennek oder Wüstenfuchs (Vulpes zerda). Populationen kleinerer Säugetiere umfassen den Klippschliefer (Procavia capensis), den Kaphasen (Lepus capensis) und die Stachelmäuse (Acomys spp). Von der Avifauna sind keine Zählungen oder Angaben zur Biodiversität bekannt, jedoch wird die Region von BirdLife International als Important Bird Area geführt. Als residente Vogelarten gelten das Wellenflughuhn (Pterocles lichtensteinii), das Kronenflughuhn (Pterocles coronatus), die Steinlerche (Ammomanes deserti) und der Wüstengimpel (Bucanetes githagineus). In den wenigen Gewässern des Tibesti sind insgesamt acht Fischarten beschrieben worden, darunter die Nilbarbe (Labeobarbus bynni), der räuberisch lebende Karpfenfisch Raiamas senegalensis, der Buntbarsch Sarotherodon galilaeus borkuanus und der Afrikanische Raubwels (Clarias gariepinus).

## Forschungsgeschichte
- Tibesti – Die Entdeckung der Riesenkrater und die Erstdurchquerung des Sudan – 1868–1874, Hg. Heinrich Schiffers, Horst Erdmann Verlag, Tübingen und Basel, 1978 ISBN 3-7711-0305-3

## Bildergalerie

Entstehung der Vulkanregion Tibesti
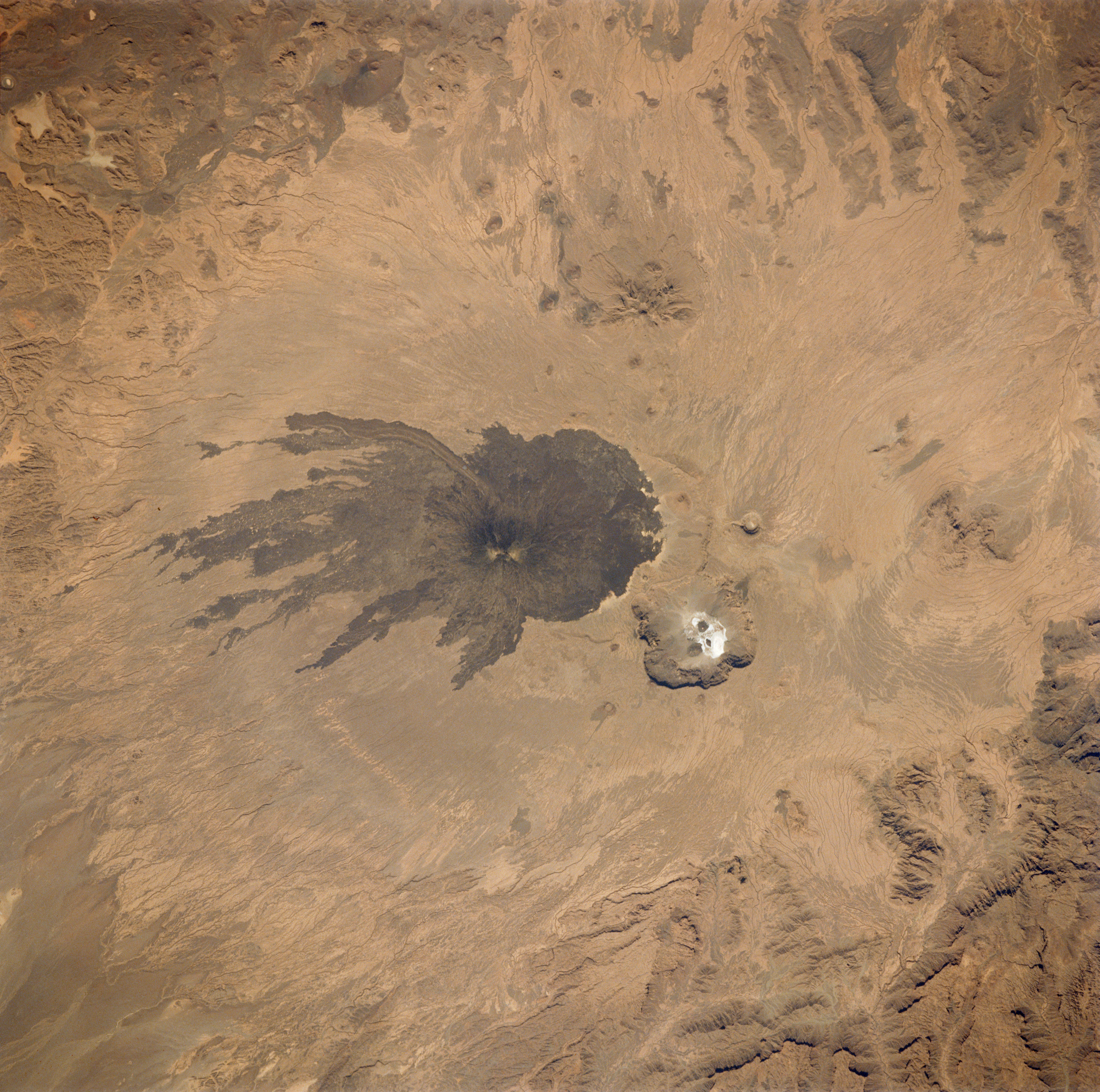
Tousside Peak (1992)
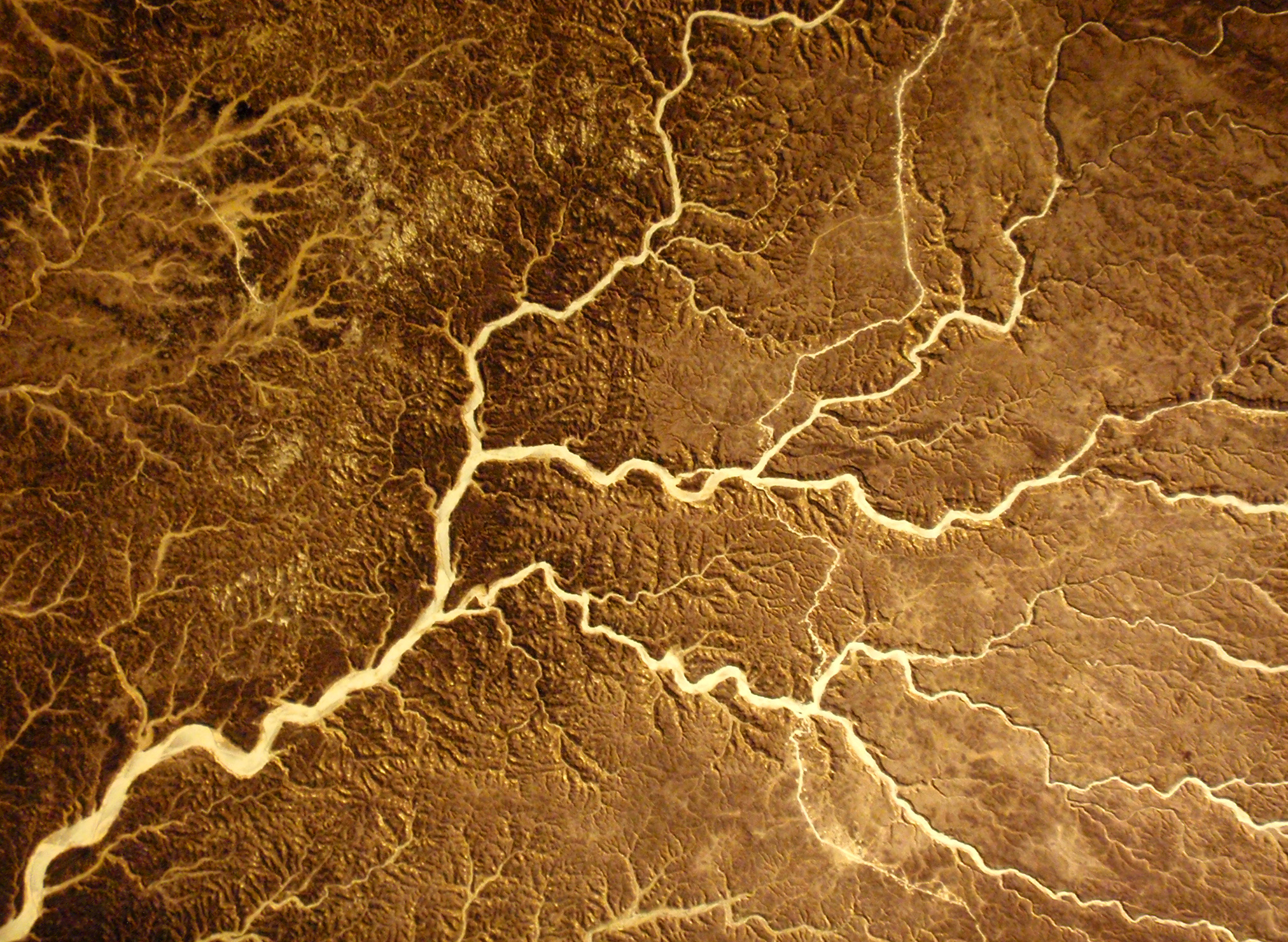
Satellitenaufnahme des Tibesti (2010)
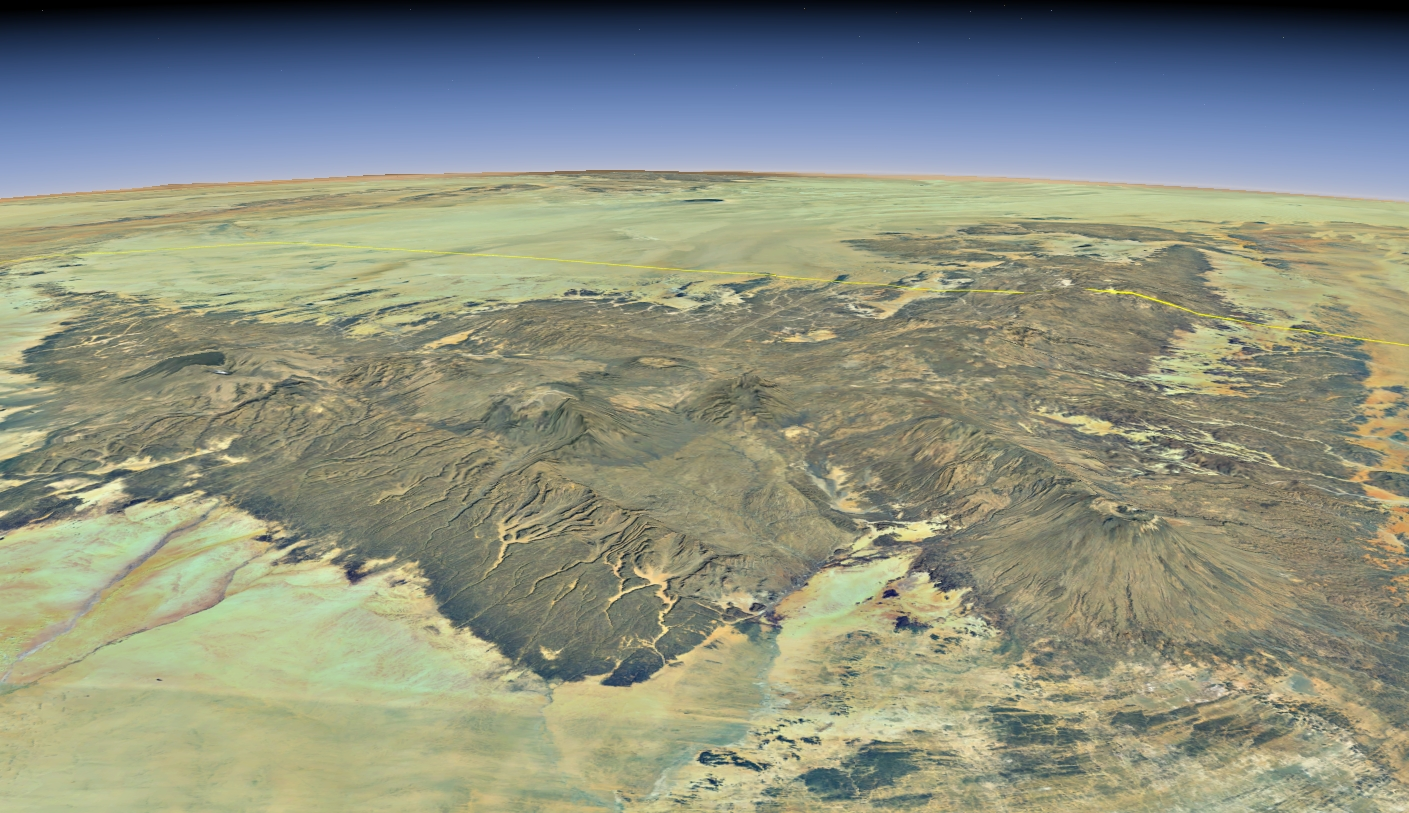
Emi Koussi im Tibesti, (2011)
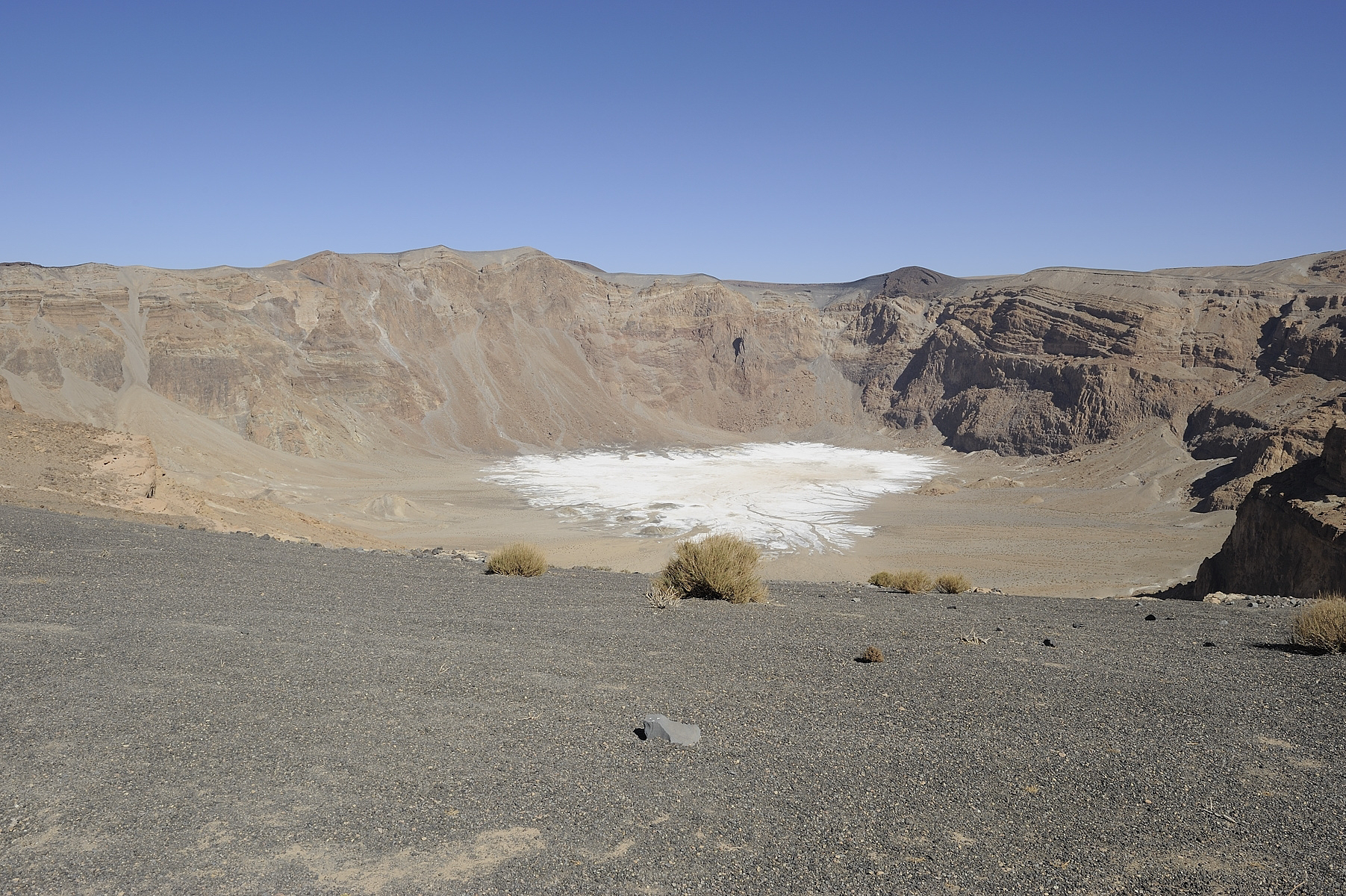
Der innere Krater des Emi Koussi (2010)
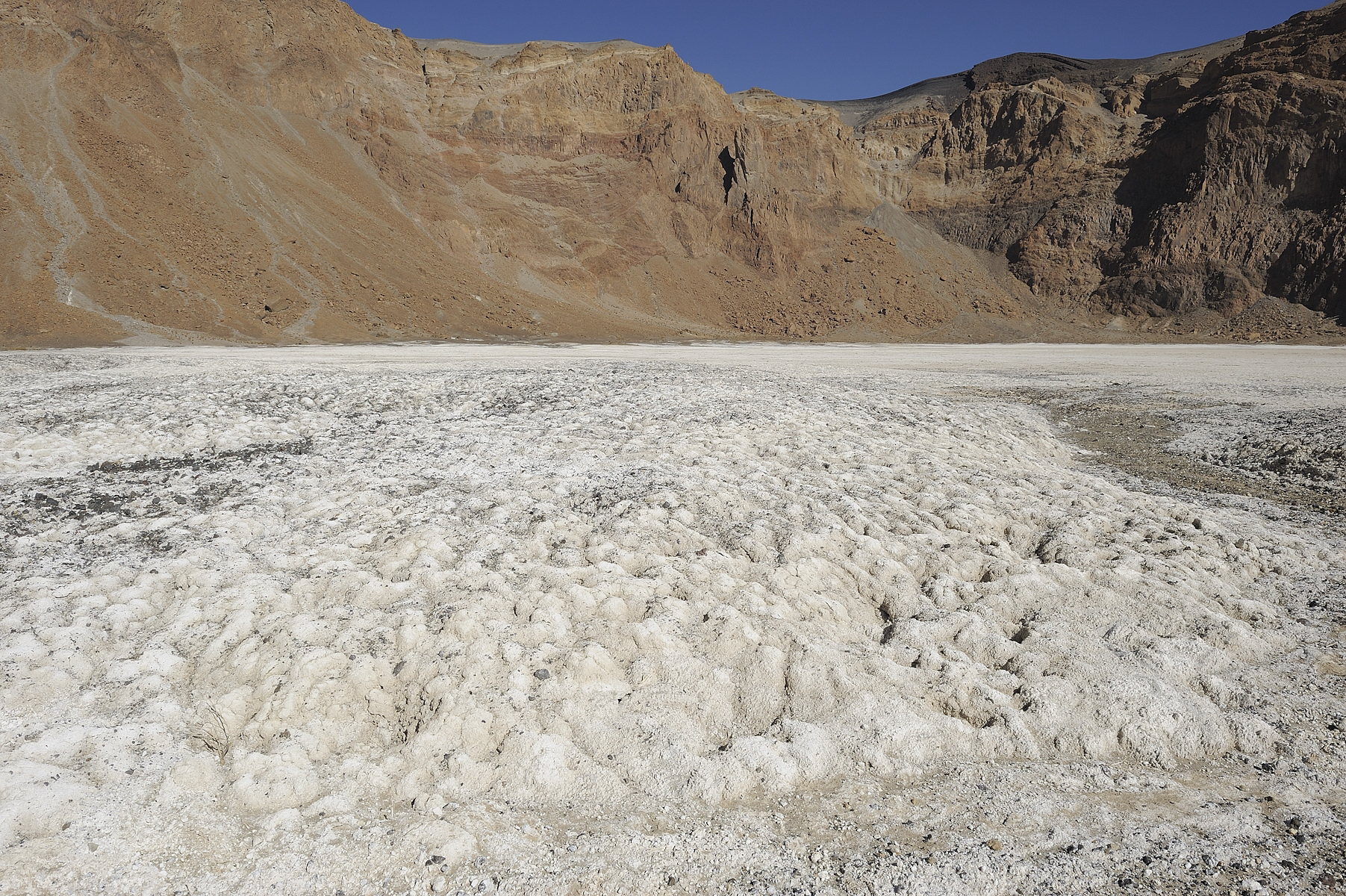
Der innere Krater des Emi Koussi; Mineralablagerungen am Grund (2010)
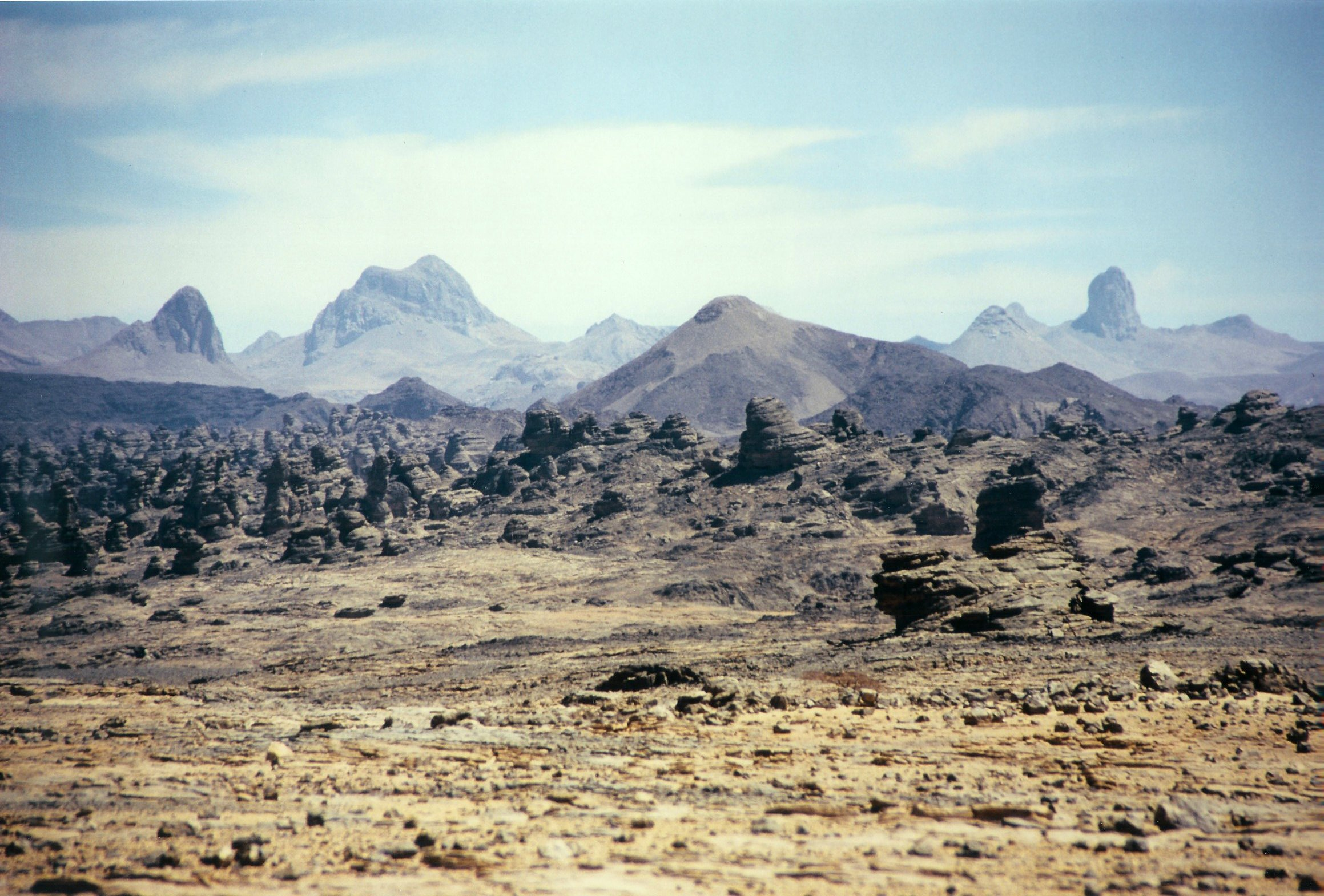
Landschaft im Tibesti östlich von Bardai